# Phaeogala rufa
Phaeogala rufa là một loài bọ cánh cứng trong họ Mycteridae. Loài này được Abdullah miêu tả khoa học năm 1965.